# إسماعيل كامل باشا
 إسماعيل باشا بن محمد علي باشا. ثالث أبناء محمد علي باشا، وقائد الحملة التي جردها عام 1820، لضم السودان. قُتل حرقًا في مؤامرة أعدها له الملك نمر ملك شندي عام 1822، ردًا على إهانة وجهها له إسماعيل توبيخًا له على مهاجمة أهالي شندي لقوافل الرقيق المتجهة لمصر.